# Autoretrat al taller
Autoretrat al taller (1790 - 1795) és un quadre de petit format de Francisco de Goya (42 × 28 cm) dels anomenats] «de gabinet» -no sembla respondre a cap encàrrec- en el que el pintor es retrata dret a contraclaror al seu estudi pintant un gran llenç. Aquest quadre és, molt possiblement, el propi autoretrat, en el qual Goya apareix de perfil i mirant cap a l'espectador.

## Anàlisi
Goya se'ns mostra en aquest quadre com un artista que ens mira segur de si mateix, mirant l'espectador i mostrant-se en la seva activitat vestit amb una indumentària molt moderna per a l'època. Es veuen teixits anglesos, pantalons de ratlles horitzontals i gipó curt amb brodats. L'aparatós barret es deu al fet que està preparat amb una carcassa per col·locar espelmes, perquè Goya agradava d'acabar els seus quadres a la llum artificial.
La llum incideix de ple en una gran finestra situada al fons, la qual cosa matisa la qualitat de la il·luminació del cos de la figura. Entre la finestra i ell, es pot apreciar una taula braser sobre la qual hi ha paper, el que podria denotar el desig d'aparèixer caracteritzat com a intel·lectual.
La figura queda en ombra, el que provoca un interessant estudi dels matisos de color a la seva roba i cara, un motiu habitual en el pintor aragonès, que es podia observar ja al rostre de la dama vestida a la moda francesa d’El para-sol (1777).
Pel que fa a la tècnica, Goya fa gala d'una gran rapidesa a l'execució a base de taques de caràcter impressionista carregades de pintura i sense precisar els detalls, com correspondria a un quadre pintat per iniciativa pròpia.